# Куля

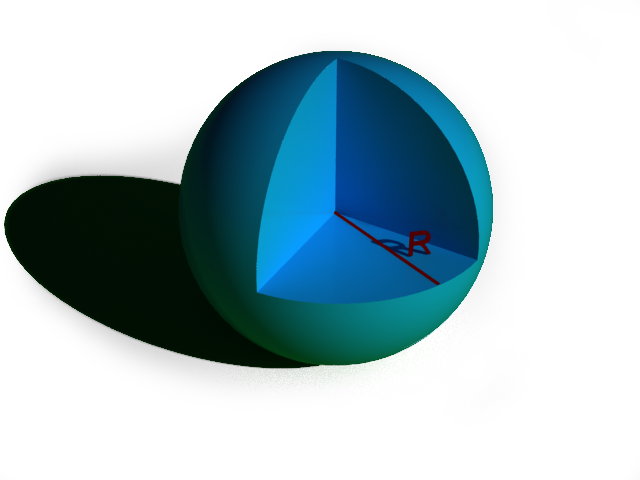
Куля з витнутою 1/8 і позначенням радіусу

Куля — тіло, утворене обертанням круга навколо його діаметра. Центром кулі називають центр круга, обертанням якого її утворено. Відрізок, який сполучає центр кулі з довільною точкою її поверхні, — радіус кулі. Відрізок, який сполучає дві довільні точки поверхні кулі, — її хорда. Хорда кулі, яка проходить через центр, — діаметр кулі.
Куля може бути закритою (включати точки на межі які утворюють сферу) і відкритою (не включати їх).
Також можливе інше визначення терміна «куля» — це множина всіх точок простору, що перебувають від заданої точки {\displaystyle O} на відстані, не більшій за дану відстань {\displaystyle R}. При цьому точка {\displaystyle O} називається центром, а {\displaystyle R} — радіусом кулі. Будь-який відрізок, який сполучає центр кулі з точкою кульової поверхні, також називається радіусом.
Поверхня кулі називається сферою. Також дуже часто кулею називають частину простору, обмежену сферою.

## Куля ваналітичній геометрії
{\displaystyle (x-a)^{2}+(y-b)^{2}+(z-c)^{2}\leqslant R^{2}} — рівняння кулі з центром в точці з координатами {\displaystyle (a,b,c)} та радіусом {\displaystyle R}.
Взагалі, рівняння кулі в n-вимірному просторі виглядає як
{\displaystyle (x_{1}-a_{1})^{2}+(x_{2}-a_{2})^{2}+\ldots +(x_{n}-a_{n})^{2}\leqslant R^{2}}, де {\displaystyle (a_{1},a_{2},\ldots ,a_{n})} — координати її центра.
Куля в 2-вимірному просторі — круг, а в n-вимірному, якщо {\displaystyle n\geqslant 4}, вона називається гіперкулею.

## Площа сфери та об'єм кулі
Площу сфери, яка обмежує кулю з радіусом {\displaystyle R}, можна підрахувати за формулою
{\displaystyle S=4\pi R^{2}\,\!}, що приблизно дорівнює {\displaystyle 12,6R^{2}\,\!}.
Площа поверхні кулі є найменшою серед площ поверхонь стереометричних тіл з однаковим об'ємом.

Об'єм кулі можна знайти за формулою
{\displaystyle V={\frac {4\pi R^{3}}{3}}\approx 4,2R^{3}\,\!}.

## Переріз кулі площиною
Будь-який переріз кулі площиною є круг. Центр цього круга є основою перпендикуляра, опущеного з центра кулі на січну площину. Радіус такого перерізу визначається формулою
{\displaystyle r={\sqrt {R^{2}-l^{2}}}}, де {\displaystyle R} — радіус кулі, {\displaystyle l} — відстань від центра кулі до перерізу.
Площина, яка проходить через центр кулі, називається діаметральною площиною, переріз нею кулі — великим кругом, а переріз сфери — великим колом. Радіус великого круга та великого кола дорівнює радіусові кулі. Будь-яка діаметральна площина кулі є її площиною симетрії.

## Частини кулі

Частини кулі: зеленим кольором позначено сектор, сірим — сегмент, жовтим — зріз кулі.

### Сегмент
Сегмент кулі — це та її частина, що утворюється внаслідок перерізу площиною. Основними величинами, які характеризують сегмент, є радіус кулі {\displaystyle R} та довжина перпендикуляра, опущеного на центр перерізу зі сфери, {\displaystyle H}. Довжина цього перпендикуляра також дорівнює різниці між радіусом {\displaystyle R} і відстанню від центра до перерізу {\displaystyle l}, тобто {\displaystyle H=R-l}. Таким чином об'єм сегмента дорівнює
{\displaystyle V={\frac {1}{3}}\pi H^{2}(3R-H)},
а площа поверхні —
{\displaystyle S=2\pi RH\,\!}

### Зріз
Зріз (кульовий шар) — це стереометричне тіло, утворене перерізами кулі двома паралельними площинами. Він характеризується такими величинами:
- Радіус відповідної кулі, {\displaystyle R};
- Відстань між двома перерізами, {\displaystyle H};
- Радіуси обох перерізів, {\displaystyle r_{1},r_{2}}.

Об'єм зрізу визначається формулою
{\displaystyle V={\frac {1}{6}}\pi H^{3}+{\frac {1}{2}}\pi (r_{1}^{2}+r_{2}^{2})H},
а площа поверхні —
{\displaystyle S=2\pi RH\,\!}.

### Сектор
Сектор складається з кульового сегмента та конуса, основа якого збігається з основою сегмента, а вершина — з центром кулі. Сектор характеризують радіус кулі {\displaystyle R} та довжина перпендикуляра, опущеного на центр основи конуса зі сфери, {\displaystyle H}.
Об'єм сектора:
{\displaystyle V={\frac {2}{3}}\pi R^{2}H}.
Площа його поверхні:
{\displaystyle \pi R(2H+{\sqrt {2HR-H^{2}}})}.

## Вписані й описані кулі

### Описана куля
Куля називається описаною навколо багатогранника, якщо всі вершини багатогранника лежать на поверхні кулі (сфери). В цьому випадку багатогранник називають вписаним в кулю. Центр кулі, описаної навколо багатогранника, рівновіддалений від всіх його вершин, тобто є точкою перетину площин, проведених через середини ребер багатогранника (призми, піраміди) перпендикулярно до них. Відстань від центра кулі до вершин багатогранника — його радіус.

### Вписана куля
Куля називається вписаною в багатогранник, якщо всі грані багатогранника дотикаються до кулі. Багатогранник у цьому випадку називається описаним навколо кулі (сфери). Центр кулі, вписаної у багатогранник, рівновіддалений від усіх його граней. Він є точкою перетину півплощин, проведених через ребра двогранних кутів, утворених двома суміжними гранями, які поділяють цей кут навпіл. Відстань від центра кулі до граней — його радіус.

## Додаткові відомості
Куля так само, як циліндр і конус, є тілом обертання. Вона утворюється при обертанні півкруга навколо його діаметра як осі. Цей діаметр називають віссю кулі, а його кінці — полюсами кулі.

Відрізок, який сполучає дві точки кульової поверхні і проходить через центр кулі, називається діаметром. Кінці будь-якого діаметра називаються діаметрально протилежними точками кулі.